# Bendorf (Rajna-vidék-Pfalz)
Bendorf város Németországban, Rajna-vidék-Pfalz tartományban. Lakosainak száma 17 208 fő (2023. december 31.).

## Földrajza

### A város részei
- Bendorf
- Sayn
- Mülhofen
- Stromberg

## Politika
A városi tanácsnak 33 tagja van:
- A polgármester
- CDU 15
- SPD 11
- Zöldek 3
- WUM 2
- FDP 1

## Népesség
A település népessége az elmúlt években az alábbi módon változott:
| Lakosok száma | 15 943 | 16 863 | 16 940 | 16 962 | 17 221 | 17 208 |
|               | 1975   | 2017   | 2019   | 2021   | 2022   | 2023   |

## Galéria

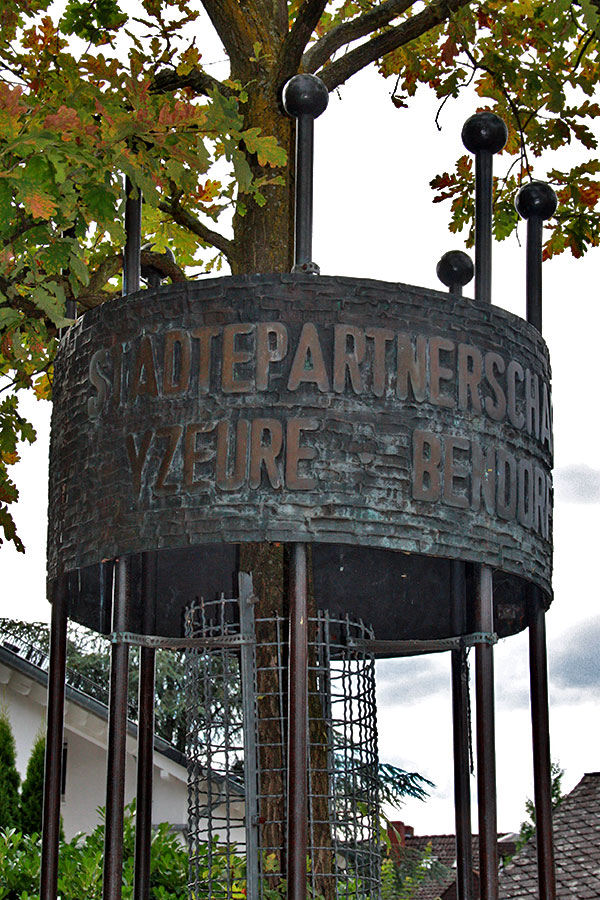
Denkmal am Yzeurer Platz zur Städtepartnerschaft
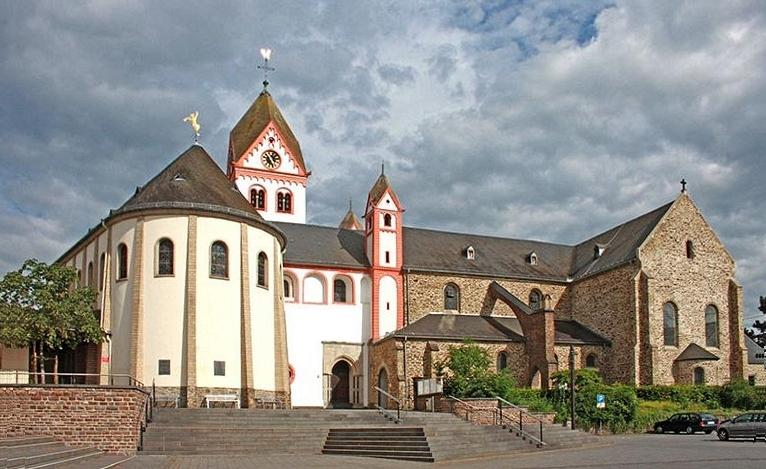
Die Medarduskirche in Bendorf 2012
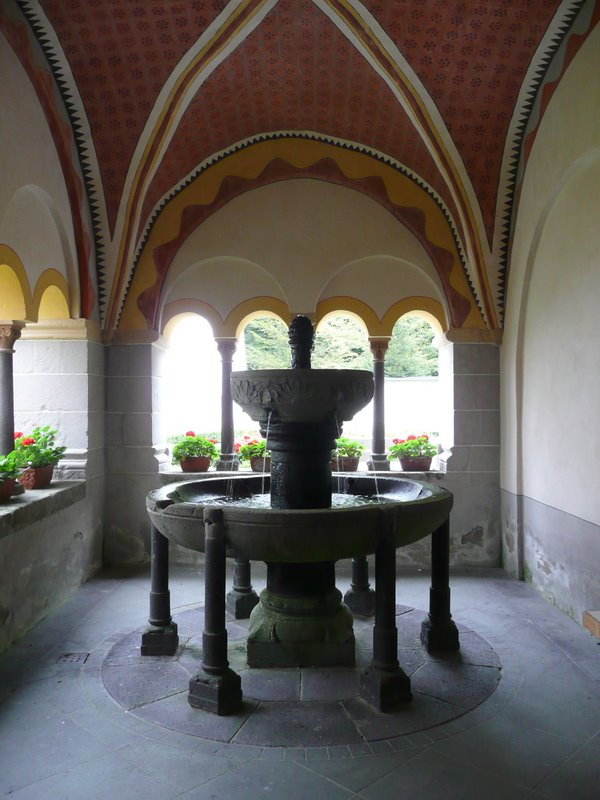
Brunnenhaus im Kreuzgang der Abtei
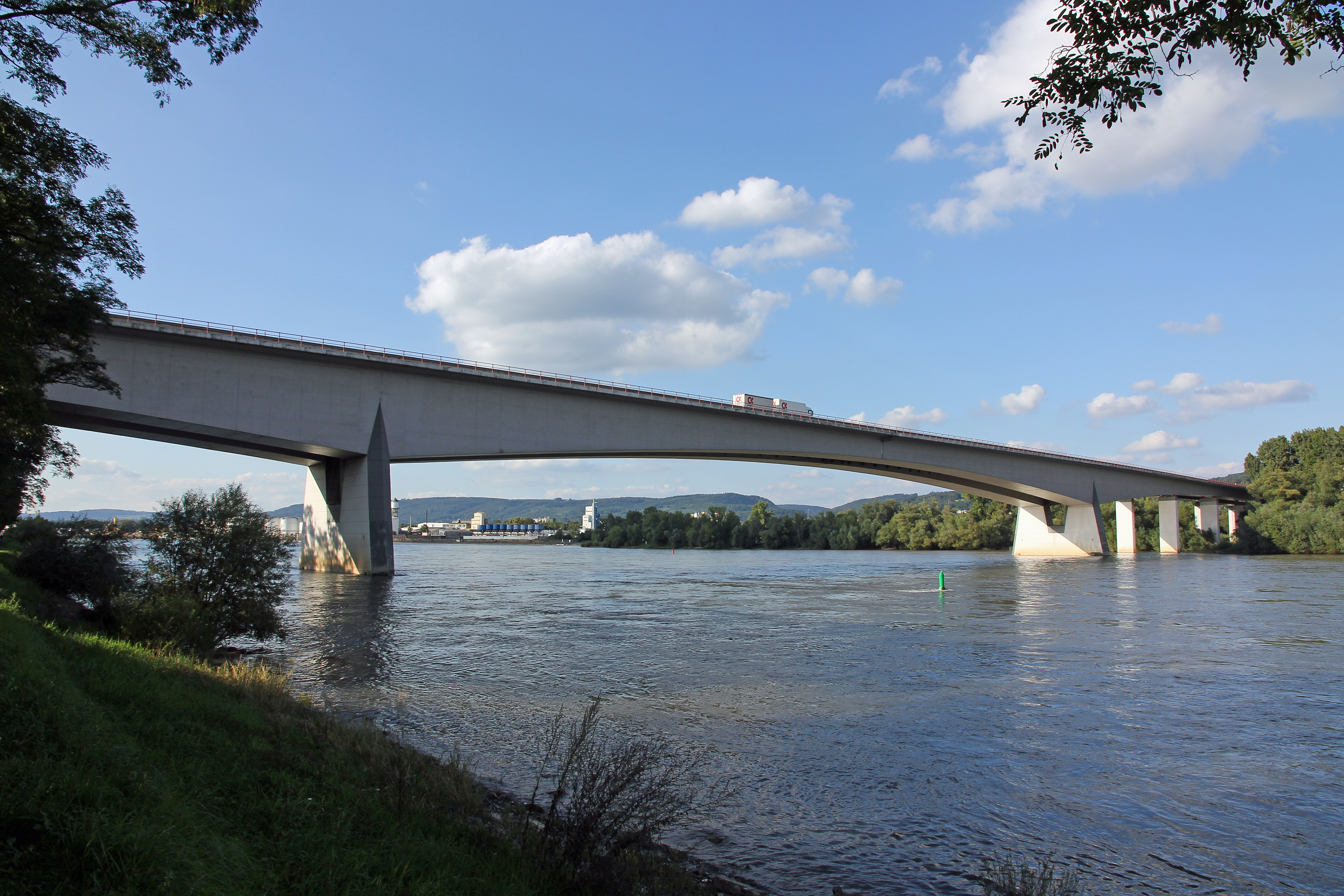
A bendorfi híd